# Lone Maslocha
Anna Louise Christine „Lone“ Maslocha také Masłocha, rozená Mogensen (26. října 1921, Klucze – 3. ledna 1945, Gentofte) byla dánská fotografka narozená v Polsku, která se stala bojovnicí odboje během německé okupace Dánska v druhé světové válce. Byla spojována s polsko-anglickou zpravodajskou službou a s dánským odbojem Holger Danske a pracovala pro významného dánského člena odboje Citronena.
Byla zastřelena gestapem společně se svým polským manželem Lucjanem Masłochou v noci ze 2. na 3. ledna, krátce poté, co se na Silvestra vzali. Lone zemřela na místě, zatímco její manžel zemřel o osm dní později v německé nemocnici na Nyelandsvej.

## Životopis
Anna Louise Christine Mogensen, narozená 26. října 1921 v polském Klucze, byla dcerou dánského inženýra Knuda Mogensena (1881–1843) a jeho manželky Louisy (rozené Friis). Nejmladší ze tří dětí byla vychována v Polsku, kde byl její otec zaměstnancem dánské cementářské firmy FLSmidth. V důsledku znepokojivého vývoje v Polsku se rodina vrátila do Dánska, kde Lone navštěvovala Snoghøj Gymnastikhøjskole a fotografii studovala u dvorní fotografky Rigmory Mydtskové.

## Účast na hnutí odporu
Od podzimu 1939 navázala Lone Mogensen spolu s dalšími členy své rodiny kontakt s polskými emigračními úřady, aby pomohla polským uprchlíkům, kteří cestovali do Dánska po německé invazi do Polska. Jako horlivá členka mládežnického hnutí konzervativců se spolu se svými dvěma bratry zapojila do odboje a přispívala do tajných časopisů Studenternes Efterretningstjeneste (od roku 1942) a Hjemmefronten (1943). Fotografovala pro renomovaného odbojáře Jørgena Haagena Schmitha ze skupiny Holger Danske, známějšího pod svým kódovým jménem Citronen. Její zapojení ji přivedlo do kontaktu s jejím budoucím manželem poručíkem Lucjanem Masłochou, který od podzimu 1943 stál v čele polského odboje v Dánsku a udržoval vazby jak s Londýnem, tak s Polskem. Společně pracovali ve špionáži, radiotelegrafii a jako kurýři mezi Dánskem a Švédskem. Když byla ve Švédsku, používala také jména Inge Sørensen, Inga Söndergaard nebo Maja Matjeka.
Pár se přestěhoval společně do domu na Hans Jensensvej v Gentofte, severně od Kodaně, unikl zatčení, když Němci na jaře 1944 objevili polskou odbojovou síť. Pokračovali ve spolupráci s dánskými členy Studenternes Efterretningstjeneste.
Na Silvestra 1944 se tajně vzali v kodaňském římskokatolickém kostele sv. Ansgara. Jejich manželství trvalo jen dva dny, protože v noci ze 2. na 3. ledna 1945 je kolem 1.30 hodin ráno objevila hlídka gestapa, zatímco se skrývali v domě na adrese Hans Jensensvej 44. Vůdce hlídky vystřelil do dveří svou strojní pistolí, přičemž Lone Maslochovou zabil na místě a jejího manžela zranil, a ten na následky svého zranění zemřel o osm dní později (příběh se však podle různých zdrojů liší). Oba jsou pohřbeni v pamětním parku Ryvangen v Dánsku. Lucjan Masłocha je jediným pohřbeným cizincem.

## Vzpomínka
Na ceremoniálu konaném na kodaňském hřbitově Mindelunden dne 9. listopadu 2013 přednesl profesor Palle Roslyng-Jensen z kodaňské univerzity projev, ve kterém hovořil o hrdinské smrti Lucjana a Lone Masłochy a jejich zapojení do polského odboje v Dánsku. Vysvětlil, že Lucjan Masłocha byl jediným cizincem pohřbeným na hřbitově v Mindelundenu a jeho manželka Lone Mogensen, jedinou ženou.

## Ocenění
- 1945 – Stříbrný kříž Řádu Virtuti Militari (č. 11 131), posmrtně[5]